# Kara śmierci w Teksasie
Kara śmierci figuruje w prawie amerykańskiego stanu Teksas. Jest to stan, w którym wykonano najwięcej wyroków śmierci po przywróceniu stosowania kary śmierci przez Sąd Najwyższy USA decyzją z 2 lipca 1976. Najwięcej jednak wykonanych egzekucji w historii USA należy do Wirginii (zobacz: kara śmierci w Wirginii).
Po przywróceniu stosowania kary śmierci w Teksasie wykonano łącznie 37% wszystkich straceń w Stanach Zjednoczonych. Stan Teksas ma na koncie najwięcej wykonanych wyroków po roku 1976 (593).

## Historia

### Statystyki i metoda
Teksas, wcześniej niezależna republika, został przyjęty do Unii 29 grudnia 1845. Jednak wyroki śmierci wykonywano tam znacznie wcześniej, bo od 1819. Wszystkich wyroków przed abolicją wykonano 755. W tym: 390 przez powieszenie, 4 przez rozstrzelanie i 361 na krześle elektrycznym. 8 egzekucji wykonano przed przyjęciem Teksasu do Unii, 747 już po nim.
Przed wprowadzeniem krzesła elektrycznego w 1923, skazańców zabijano przez powieszenie. Jedynym odstępstwem od tej reguły było rozstrzelanie czterech dezerterów z armii Konfederacji.

### Niektóre ważniejsze egzekucje
- Pierwszą osobą straconą w Teksasie był kapitan George Brown, powieszony za piractwo w listopadzie 1819 roku.
- Pierwszą kobietą straconą w Teksasie była Jane Elkins, czarna niewolnica, powieszona w roku 1854 w hrabstwie Dallas. Prócz tego stracono jeszcze dwie kobiety. Ostatnią była Chipita Rodrigues, stracona 13 listopada 1863.
- Ostatnią osobą straconą w Teksasie przed abolicją był Joseph Johnson Jr., stracony na krześle elektrycznym 30 czerwca 1963 roku.
- Pierwszą egzekucję nową metodą, czyli na rzeczonym krześle wykonano 8 lutego 1924. Stracono wtedy cztery osoby (niejacy Charles Reynolds, Ewell Morris, George Washington, Mack Matthews).

## Po przywróceniu

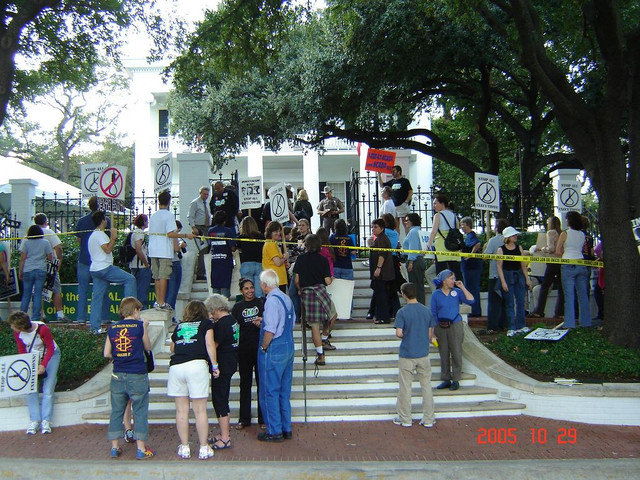
Protesty przeciwko karze śmierci przed siedzibą gubernatora stanu Teksas (29 października 2005)

Co prawda to Oklahoma jako pierwsza zastąpiła krzesło elektryczne nową metodą uśmiercania, czyli zastrzykiem trucizny (lethal injection, w roku 1977, tym samym zresztą co Teksas), ale to Teksas wykonał pierwszą taką egzekucję. Miało to miejsce 7 grudnia 1982 roku w więzieniu w Huntsville. Stracono wtedy Charlesa Brooksa Jr. Wszystkie egzekucje odbywają się w Huntsville, zastrzyk jest jedyną metodą w tym stanie.
Do roku 2005 prawo Teksasu zezwalało na skazanie na śmierć osoby, która w momencie popełnienia zbrodni była niepełnoletnia. Granica wieku wynosiła 17 lat. Obecnie w żadnym stanie nie wolno skazywać na karę śmierci za przestępstwa popełnione, kiedy skazaniec nie miał ukończonych 18 lat.
Najwięcej wyroków śmierci wykonano za kadencji gubernatora Ricka Perry’ego, który zezwolił na przeprowadzenie 279 egzekucji. Ponad połowę mniej (113) wykonano za kadencji byłego gubernatora George’a W. Busha. Bush nigdy nie skorzystał z przysługującego mu prawa łaski. Obecny gubernator Greg Abbott zezwolił na wykonanie 75 egzekucji (stan na 13 lutego 2025 roku).
Ostatnia egzekucja miała miejsce 13 lutego 2025 roku. Stracono wtedy 46-letniego Richarda Lee Tablera, którego skazano na karę śmierci, za zastrzelenie czterech osób w klubie nocnym w Killeen w 2004 roku.